# Nafarrate
Nafarrate est un hameau ou lieu-dit de la municipalité de Legutio dans la province d'Alava, situé dans la Communauté autonome basque en Espagne.